# Fjodor Svarovski
Fjodor Svarovski (рус. Фёдор Николаевич Сваровский; 6. april 1971) ruski je pesnik.

## Biografija
Rođen je 6. aprila 1971. godine u Moskvi. Od 1990, živeo je u Danskoj. Po profesiji je novinar i pisac. Godine 1997, vratio se u Rusiju, radio na televiziji, a od 1999. godine, započeo je ekonomsko novinarstvo. Do 2009. godine je radio u novinama Vedomosti, zatim — u izdavačkom biznisu, a kasnije u časopisu Esquire. Od 2016. godine živi u Crnoj Gori, u Igalu.
Objavio je četiri knjige na ruskom jeziku. Jedna knjiga objavljena je na španskom jeziku u Buenos Ajresu, u Argentini. Objavljuje se u književnim časopisima na ruskom i engleskom jeziku u Rusiji, Ukrajini, SAD, Velikoj Britaniji. Radovi su prevedeni na engleski, španski (kastiljski), latvijski, italijanski, ukrajinski, bugarski, poljski, srpski, slovenački, hebrejski i na druge jezike.